# رباط زرد
رباط زرد یا فلاوم (به انگلیسی: Ligamentum flavum) رباطی است که قسمت تیغه‌ها (لامیناها)ی قوس مهره‌ای دو مهره مجاور در ستون فقرات را به یکدیگر متصل می‌کند. این رباط به رنگ زرد بوده و قابلیت ارتجاعی دارد. رباط زرد همانند رباط‌های بین خاری و بین عرضی جزو رباط‌های کوتاه ستون مهره‌ها محسوب می‌شود.
سوراخ‌های مهره‌ای همراه با رباط‌های زرد، مجرای نخاعی را به وجود می‌آورند که طناب نخاعی در آن قرارمی گیرد. افزایش ضخامت رباط‌های زرد منجربه کاهش قطر مجرای نخاعی می‌گردد که این مورد یکی از عوامل تنگی مجرای نخاعی است.